# Чередник Павло Терентійович
Чередник Павло Терентійович ( нар. 17 листопада 1896, Диканька — 25 травня 1984, Диканька) — музикант, традиційний скрипаль, грав першу скрипку в музичному гурті з Диканьки. 

## Біографія
Народився у містечку Диканька. Разом з братом Михайлом вивчився грати на батьківській скрипці. Згодом хлопці почали грати на весіллях. Після повернення з Першої світової війни, Павло Чередник бере шлюб з дівчиною Галиною Кушніренко. Подружжя будує нову хату. У них народжуються дві дочки: Олександра і Наталя. На новому подвір’ї Павло Чередник заводить пасіку. У Другу світову війну його будинок згорів і він звів новий. Окрім грання на скрипці, Павло Чередник також працював у лісництві, потім — у «Радмистецтві». Окрім того, все життя столярував, бондарював, слюсарював. Із 1936 року, бере участь у самодіяльних практиках Диканьки, а також у звітних концертах району, області і всієї УРСР.
У листопаді 1970 році разом з братом Михайлом, стає лауреатом Республіканського конкурсу троїстих музик у Києві.
У 1976 році разом з братом Михайлом, бере участь у зйомках фільму Пропала Грамота. Їх знайшов і запросив на зйомки Іван Миколайчук.

## Творчість
Павло Чередник, його брат Михайло Чередник, що грав другу скрипку (або повторку), і бубніст Роман Дядюра грали традиційну музику з Диканьки. У 1952 році працівники Інституту мистецтвознавства, фольклористики та етнології ім. М. Т. Рильського НАН України зробили аудіозаписи їхньої гри, а також зафільмували відео без звуку з іхньою грою та танцями жінок із Диканьки. 
У 1953 році на святі «Пісні і танцю» у Полтаві, брав участь також гурт з Диканьки. З тієї події збереглося фото. На фотографії присутній також четвертий музикант Іларіон Губа із басом (віолончеллю), який рідко грав з музикантами.
Також їхня музика звучить у фільмі Пропала грамота.

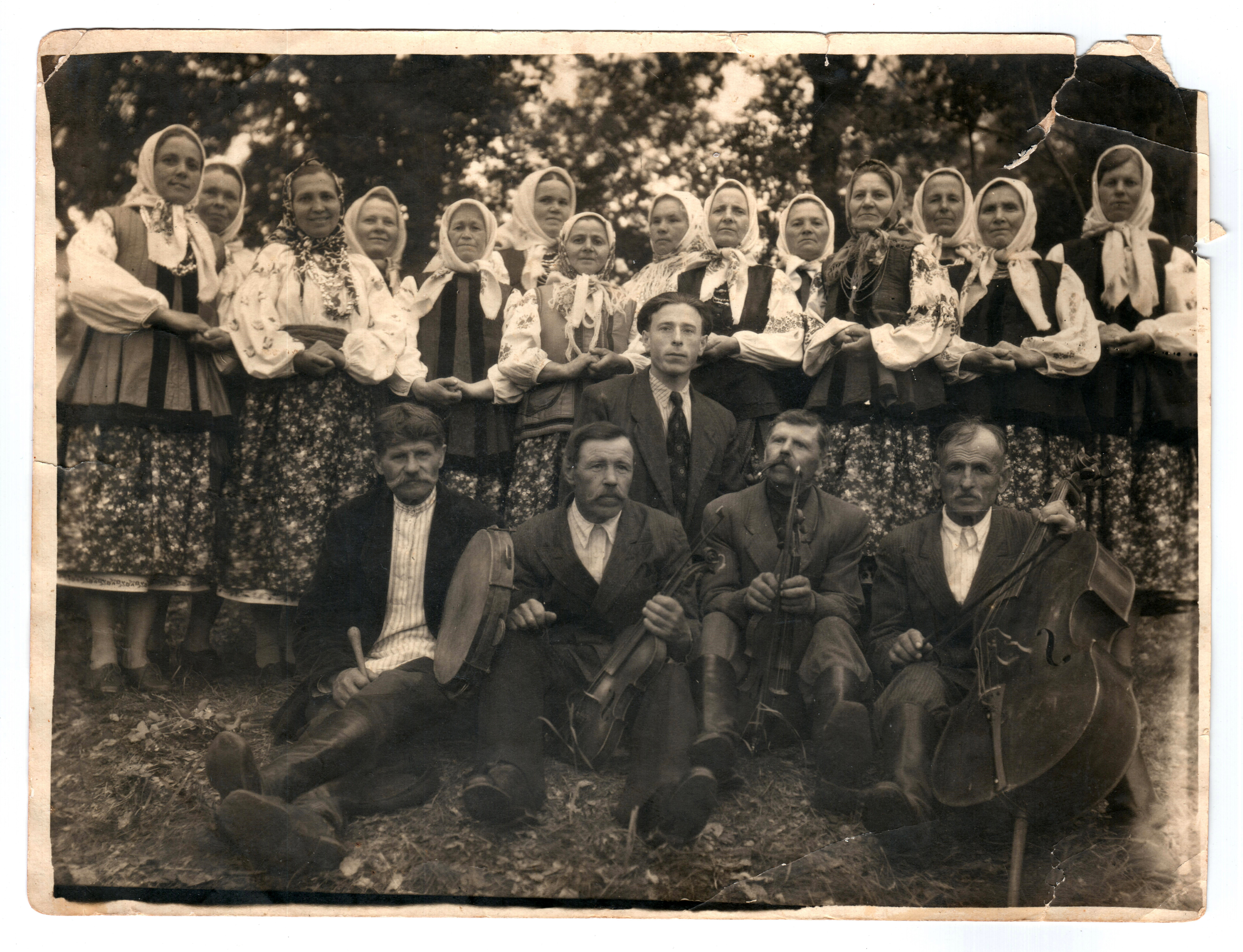
Фото зроблене у Полтаві на святі «Пісні і танцю» у 1953 році

## Пам'ять
У 2019 році гурт US Orchestra випустили альбом «Smoke on the mustache» із музикою братів Черединків та Романа Дядюри, а також презентували фотовиставку «Брати Чередники». Презентація альбому та відкриття фотовиставки відбулося 17 листопада 2019 року в день народження Павла Чередника. Музику з Диканьки можна і зараз почути у великих містах на музичних та танцювальних подіях присвячених традиційній музиці.